# Cosacchi di Zaporižžja
Cosacchi di Zaporižžja o Cosacchi Zaporoghi (in ucraino: Запорожці o Запорозькі козаки, traslitterato Zaporožci o Zaporoz'ki kozaký; in russo: Запорожцы, Запорожские казаки, traslitterato Zaporožcy o Zaporožskie kazaki) erano i cosacchi che popolavano la regione di Zaporižžja, nel centro-sud dell’attuale Ucraina. L'esercito cosacco di Zaporiyia crebbe rapidamente nel XV secolo, al tempo della sua associazione con la Confederazione polacco-lituana.
Il nome Zaporoghi deriva dalla posizione di un accampamento cosacco fortificato, il Sič di Zaporižžja, originariamente costruito nell'area conosciuta come Zaporižžja dalle parole ucraine e russe за (za, "dietro") e пороги (porohyi, "rapide"): la terra "oltre le rapide" del fiume Dnepr (in ucraino, Дніпро́ві поро́ги - Dniprovi porohi).
Nel corso del XVII secolo, così come nel XVIII secolo, i cosacchi di Zaporižžja divennero una potente forza militare, civile e politica che sfidò l'autorità della Confederazione polacco-lituana, del Regno russo, dell'Impero ottomano e del suo stato vassallo, il Khanato di Crimea. La comunità attraversò una serie di conflitti e alleanze tra le tre potenze, che portarono alla sua distruzione alla fine del XVIII secolo da parte dell'Impero russo.

## Origine
Non è chiaro quando iniziarono a formarsi le prime comunità rutene nel corso inferiore del fiume Dnepr, ma generalmente si ritiene che questo fatto sia avvenuto prima dell'invasione mongola della Rus' di Kiev nel 1240 e quella che a suo tempo era la potente Rus' di Kiev, si sciolse e molti dei suoi abitanti marciarono per cercare rifugio nelle vaste regioni della steppa del basso Dnepr
Nei secoli XVI-XVII, tutti i cosacchi del fiume Dnepr, senza eccezioni, furono chiamati cosacchi di Zaporozhia. Fino ad allora erano chiamati Cosacchi dell'Orda (russo: Ордынские казаки; Ordýnskie Kazakí). I russi li chiamavano Circassi di Zaporižžja (russo: Запоро́жье Черке́сы; traslitterato: Zaporožckie Čerkasy) o semplicemente CČerkasy, fino al XIX secolo compreso.

## Storia
La storia dei cosacchi zaporoghi ai suoi inizi è direttamente collegata ai klobuki neri (Russo: Чёрные клобуки, traslitterato: Čërnye Klobuki; ucraino: чорні клобуки, traslitterato: Čorni klobuki), una delle comunità cosacche che popolavano parte dei territori appartenenti alle colonie di Genova sulla costa settentrionale del Mar Nero. Nello stesso periodo, questa comunità era considerata fedele all'autorità dei khan di Crimea. Da parte loro, i klobuki neri sono i discendenti diretti e più prossimi dei Torki e dei Berendei, lontani antenati dei Cosacchi del Kuban'.
I territori tra i fiumi Bug meridionale e Dnepr, a sud dei fiumi Sínie Vody ("acque azzurre") e Tiasmyn, furono a lungo colonizzati dai cosacchi zaporoghi e dai loro antenati, sebbene dal 1240 al 1739 rimasero entro i confini dei domini tartari . Fino al XVI secolo, i cosacchi di Zaporižžja, come parte dell'accordo di alleanza con i khan tartari, inviarono le loro truppe al servizio dell'esercito tartaro. All'inizio del XIV secolo, lo storico greco Giorgio Pachimere menziona queste informazioni nei suoi scritti. Lo stesso si legge in un trattato di non aggressione dell'anno 1471, concordato tra Khan Meñli I Giray e il Granduca di Mosca: «…Né io, Khan Mengli Giray con il mio esercito, né altri khan, né i cosacchi attaccheranno le vostre terre e i domini dei tuoi principati..."
La popolazione cosacca sotto il protettorato dei khan tartari dell'epoca era composta da tre comunità: quelle dei cosacchi insediatesi tra il Dnepr e il Bug; quello dei cosacchi semistanziati a Perekop e infine quello dei cosacchi nomadi, a Belogorodsk. I primi abbandonarono il khan alla fine del XV secolo, subito dopo che il Khan Meñli Giray accettò di riconoscere l'autorità del sultano turco. Questa comunità si spostò nei territori circostanti il Granducato di Lituania e da allora partecipò apertamente alle guerre contro l'Impero ottomano. Le comunità cosacche di Perekop e Belogorodsk abbandonarono più tardi i khan tartari e per diversi anni effettuarono incursioni nelle città della Polonia e della Lituania. Nel 1516, Khan Mehmed I Giray dovette fornire spiegazioni scritte alle autorità del Regno polacco-lituano, assicurandosi che i cosacchi di Belogorodsk, che invasero la Polonia in numerose occasioni, non obbedissero ai suoi ordini. Documenti polacchi dell'epoca descrivono i cosacchi di Belogorodsk come guerrieri coraggiosi e temibili, evidenziando il loro taglio di capelli molto particolare: "...teste completamente rasate, ma lasciano crescere una lunga ciocca e la tengono dietro l'orecchio..."
Alla fine del XV secolo i territori tra il Dnepr e il Bug furono abbandonati: migliaia di famiglie cosacche si diressero a nord. Successivamente si stabilirono nell'Ucraina lituana, popolata molto tempo prima dai Čorni klobuki, lungo i fiumi Ros e Sula e ricevettero da Sigismondo I re di Polonia e granduca di Lituania, cessione di terre e numerosi privilegi, vantaggi fiscali e libertà speciali molto ampie. in cambio, essendo molto abili nelle normali questioni militari, servirono lealmente la Polonia. Tutti i cosacchi che si stabilirono nell'Ucraina lituana continuarono a chiamarsi cosacchi zaporoghi, sebbene ormai molto lontani da quei territori nel delta del fiume Dnepr.
I cosacchi tradizionalmente nomadi di Belogorodsk rifiutarono prudentemente di unirsi alla Lituania e alla Polonia, poiché fino a poco tempo prima avevano instancabilmente razziato le loro città. Questi si spostarono verso i confini del Principato di Mosca e, insieme ai cosacchi di Azov, diedero origine alle comunità cosacche del Don. I cosacchi di Belogorodsk, dopo un lungo periodo sotto l'autorità dei khan, erano ormai abbastanza "tartarizzati" e alcuni portavano addirittura nomi musulmani.
Già nei primi anni della loro incorporazione nella Confederazione polacco-lituana, i cosacchi zaporighi dimostrarono i vantaggi della loro registrazione presso il re. Le autorità polacco-lituane, dopo numerose e infruttuose incursioni militari sulla penisola di Crimea e sulle coste turche del Mar Nero, decisero di affidare la difesa dei confini meridionali del regno direttamente ai cosacchi zaporoghi. In cambio concedevano alle comunità cosacche il patrocinio, finanziamenti, possedimenti fondiari e ai capi cosacchi persino titoli nobiliari. A loro volta, tutte le conquiste o i bottini ottenuti dai cosacchi nelle loro incursioni militari venivano generosamente condivisi con le autorità polacco-lituane. Il livello di accettazione del servizio effettivo dei cosacchi di Zaporižžja è aumentato di anno in anno. Oltre all'arricchimento e allo status ben al di sopra di quello di un normale abitante del regno, i giovani cosacchi furono mandati a studiare nelle migliori scuole e università della Confederazione polacco-lituana. Oltre alle autorità civili e politiche, anche i grandi uomini d'affari e commercianti polacchi e lituani consideravano l'associazione con i leader della comunità cosacca un grande vantaggio e un affare redditizio.
Con l'Unione di Lublino del 4 luglio 1569, che sanciva de iure quella che de facto era la Confederazione polacco-lituana che si estendeva a sud, i cosacchi zaporoghi erano per lo più, anche se considerati dalla Confederazione polacco-lituana come loro sudditi. I cosacchi registrati fecero parte dell'esercito della Confederazione polacco-lituana fino al 1699.
Intorno alla fine del XVI secolo, i rapporti tra la Confederazione polacco-lituana e l'Impero ottomano, che sin dall'inizio non erano cordiali, furono ulteriormente tesi dalla crescente aggressione dei cosacchi. A partire dalla seconda metà del XVI secolo, i cosacchi iniziarono a razziare i territori ottomani. Il governo polacco non poteva controllare i cosacchi fieramente indipendenti ma, poiché erano nominalmente sudditi della Confederazione polacco-lituana, era ritenuto responsabile delle incursioni delle loro vittime. Reciprocamente, i tartari, che vivevano sotto il dominio ottomano lanciavano incursioni nel territorio della Confederazione polacco-lituana, soprattutto nei territori scarsamente abitati del sud-est dell'Ucraina. I cosacchi, tuttavia, stavano facendo irruzione nelle ricche città portuali mercantili nel cuore dell’Impero Ottomano, a soli due giorni di navigazione dalla foce del fiume Dnepr.
Nel 1615 e nel 1625, i cosacchi erano riusciti a radere al suolo le città alla periferia di Costantinopoli, costringendo il sultano ottomano Murad IV a fuggire dal suo palazzo. Suo nipote, il sultano Mehmed IV, se la cavò leggermente meglio come destinatario della leggendaria risposta dei cosacchi zaporoghi, una risposta ribalda all'insistenza di Mehmed IV affinché i cosacchi si sottomettessero alla sua autorità.

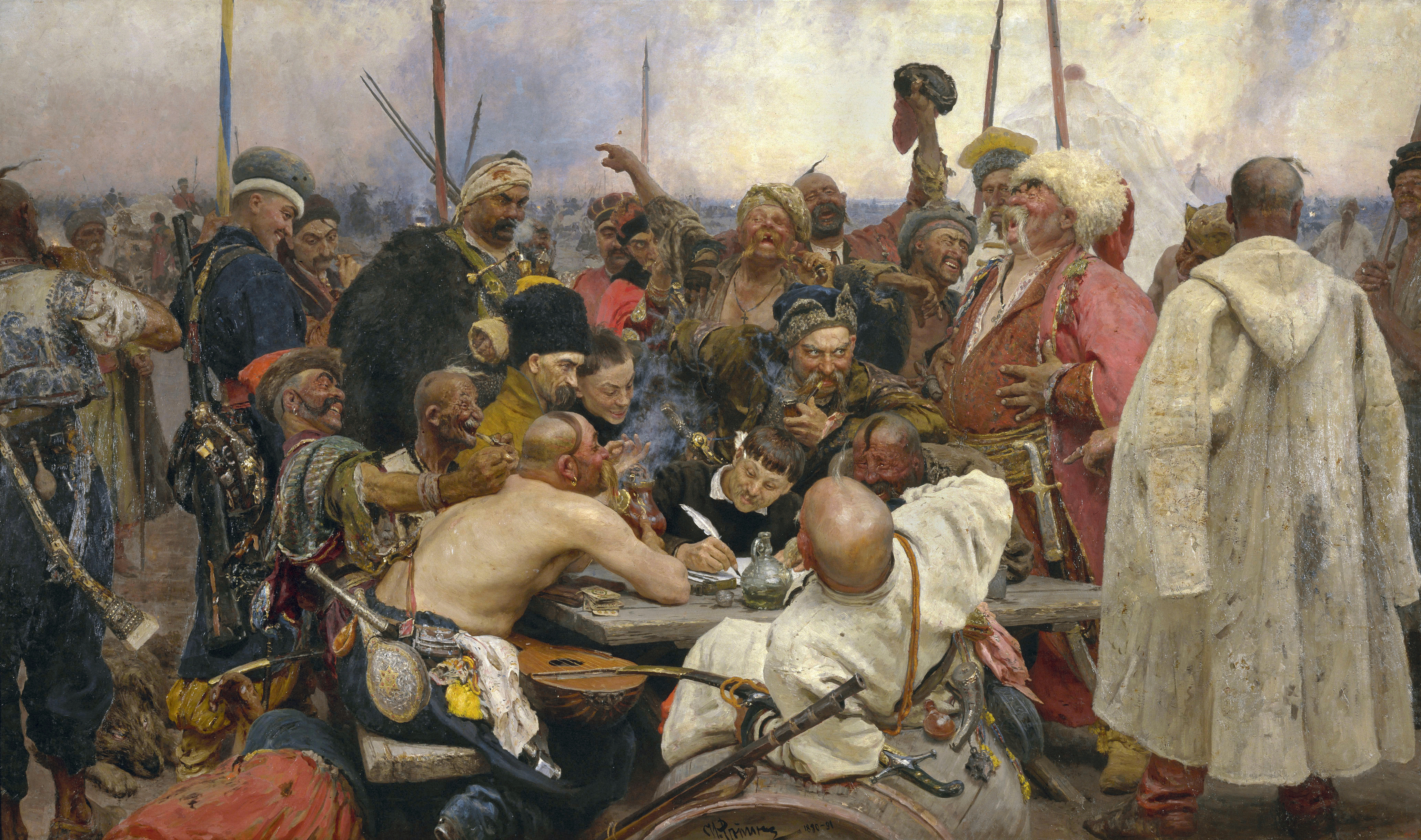
I cosacchi zaporoghi scrivono una lettera al sultano di Turchia, olio su tela di Il'ja Efimovič Repin (1891)

I trattati consecutivi tra l'Impero Ottomano e la Confederazione polacco-lituana richiedevano che entrambe le parti mantenessero sotto controllo i cosacchi e i tartari, ma l'applicazione era quasi inesistente da entrambe le parti. Negli accordi interni, imposti dai polacchi, i cosacchi accettarono di distruggere le loro imbarcazioni e di fermare le incursioni. Tuttavia, le imbarcazioni potevano essere ricostruite rapidamente e lo stile di vita cosacco glorificava incursioni e saccheggi.
Durante questo periodo, la monarchia asburgica a volte impiegava segretamente predoni cosacchi per allentare la pressione ottomana sui propri confini. Molti cosacchi e tartari condividevano un'animosità reciproca a causa dei danni arrecati dalle incursioni di entrambe le parti. Le incursioni cosacche seguite dalla rappresaglia tartara, o le incursioni tartare seguite dalla rappresaglia cosacca, erano un evento quasi regolare. La serie di conflitti che ne seguirono trasformarono spesso l'intero confine sud-orientale della Confederazione polacco-lituana in una zona di guerra a bassa intensità e portarono a un'escalation della guerra tra la Confederazione polacco-lituana e l'Impero ottomano, alle guerre dei magnati moldavi, alla battaglia di Cecora del 1620.
Il numero degli cossacchi aumentò, con i contadini ucraini in fuga dalla servitù della gleba nella Confederazione polacco-lituana. I tentativi della szlachta di trasformare i cosacchi zaporoghi in servi erosero la lealtà, un tempo piuttosto forte, dei cosacchi verso la Confederazione polacco-lituana. Le ambizioni dei cosacchi di essere riconosciuti come uguali alla szlachta furono costantemente respinte, e i piani per trasformare la Repubblica delle Due Nazioni polacco-lituana in una Confederazione polacco-lituana-rutena (con il popolo cosacco ucraino) fecero scarsi progressi, a causa della impopolarità della politica dei cosacchi. La forte fedeltà storica dei cosacchi alla Chiesa ortodossa orientale li mise in contrasto con il governo della Confederazione polacco-lituana dominato dai cattolici. Le tensioni aumentarono quando le politiche della Confederazione polacco-lituana passarono dalla relativa tolleranza alla soppressione della chiesa ortodossa, rendendo i cosacchi fortemente anticattolici, che a quel tempo era sinonimo di anti-polacco.
La lealtà calante dei cosacchi e l'arroganza della szlachta nei loro confronti provocarono, all'inizio del XVII secolo, diverse rivolte cosacche contro la Confederazione polacco-lituana. Infine, il categorico rifiuto del re di piegarsi alla richiesta dei cosacchi di espandere il registro dei cosacchi fu l'ultima goccia che scatenò la più grande e di maggior successo di queste: la rivolta di Chmel'nyc'kyj, iniziata nel 1648. La rivolta divenne uno di una serie di catastrofiche eventi noti come il Diluvio, che indebolirono notevolmente la Confederazione polacco-lituana e posero le basi per la sua disintegrazione cento anni dopo.
La rivolta di Chmel'nyc'kyj (in polacco Powstanie Chmielnickiego; in ucraino повстання Богдана Хмельницького?;in russo восстание Богдана Хмельницкого?) portò alla creazione dell'Etmanato cosacco. Sotto il comando dell'etmano Bohdan Chmel'nyc'kyj, i cosacchi Zaporoghi, alleati con i Tatari di Crimea e i contadini locali, combatterono contro gli eserciti e le forze della Confederazione polacco-lituana. L'insurrezione fu accompagnata da atrocità di massa commesse dai cosacchi contro la popolazione civile, in particolare contro il clero cattolico romano e gli ebrei.
La rivolta pose fine al dominio della szlachta cattolica polacca sulla popolazione cristiana ortodossa e portò alla definitiva incorporazione dell'Ucraina orientale nella zona d'influenza della Russia avviata dal trattato di Perejaslav del 1654, con il quale i cosacchi avrebbero giurato fedeltà allo zar pur mantenendo un'ampia autonomia.
L’indipendenza dei cosacchi fu sempre più minacciata e il XVIII secolo segnò l'inizio della fine per il Sič di Zaporižžja. La pressione del crescente Impero russo, desideroso di controllare e assimilare i cosacchi nella sua struttura militare, portò a crescenti tensioni. Infine, nel 1775, le truppe dell'Impero russo, sotto il comando dell'imperatrice Caterina la Grande, distrussero il Sič, disperdendo i cosacchi e ponendo fine alla loro autonomia. Gli zaporoghi fuggiaschi si fusero con le comunità del Mar Nero e furono la base per la creazione dei cosacchi del Kuban'. 30.000 documenti d'archivio dei cosacchi ucraini, che testimoniano la storia dell'Ucraina nei secoli XVI-XVIII, furono conservati nel Fortezza di Santa Elisabetta per lungo tempo e nel 1918, durante la guerra sovietico-ucraina, furono evacuati a Kiev.